# 2014 Forest Hills Drive
2014 Forest Hills Drive là album phòng thu thứ ba của nghệ sĩ thu âm hip hop người Mĩ J. Cole, được phát hành vào ngày 9 tháng 12 năm 2014 thông qua Dreamville, Roc Nation và Columbia Records.
Việc sản xuất cho album được Cole chịu trách nhiệm chính, cùng với một số các nhà sản xuất khác như !llmind, Vinylz và Willie B. Album được thông báo trước 3 tuần kể từ ngày phát hành, và có những hoạt động quảng bá ít ỏi. Sau khi phát hành, 2014 Forest Hills Drive nhận được những đánh giá tích cực từ các nhà phê bình âm nhạc. Hỗ trợ album là 3 đĩa đơn: "Apparently", "G.O.M.D." và "Wet Dreamz". Album ra mắt tại vị trí quán quân trên bảng xếp hạng US Billboard 200, đạt doanh số 361.120 bản trong tuần đầu phát hành. Album này đã được chứng nhận vàng bởi Hiệp hội Công nghiệp Ghi âm Hoa Kỳ.

## Bối cảnh sản xuất
Tựa đề của album chính là địa chỉ nhà của Cole tại Fayetteville, Bắc Carolina khi anh còn nhỏ, nơi anh đã lớn lên cùng với mẹ, anh trai và cha dượng của mình. Ngay sau khi tốt nghiệp trung học vào năm 2003, căn nhà bị xiết nợ khi Cole bắt đầu học tập tại trường đại học St. John ở New York. Năm 2014, Cole mua lại căn nhà. Đây là lần đầu tiên ca sĩ nhạc rap này mua một căn nhà, và điều này đã truyền cảm hứng cho album phòng thu thứ ba của anh. Ở ngôi nhà này, J. Cole đã viết những bài hát rap đầu tiên và sau đó, anh đã quyết định một cách nghiêm túc về việc trở thành một nhạc sĩ.

## Thu âm và sản xuất
Quá trình sản xuất cho album chủ yếu do J. Cole chịu trách nhiệm chính. Trong các nhà sản xuất được mời tham gia vào quá trình sản xuất album, Elite là người cùng tham gia đóng góp trong các dự án trước đó của Cole (bao gồm The Warm Up, Friday Night Lights và Born Sinner), công ty thu âm Dreamville Records cũng hỗ trợ sản xuất, đồng thời có Ron Gilmore, DJ Dahi, !llmind, Vinylz, Organized Noize, Jproof cùng với sự hỗ trợ của Cardiak và CritaCal.

## Phát hành và quảng bá
Vào ngày 16 tháng 11 năm 2014, J. Cole ra mắt một đoạn video quảng bá cho album. Trong video này, J. Cole thông báo rằng anh sẽ phát hành album phòng thu thứ ba có tựa đề là 2014 Forest Hills Drive vào ngày 9 tháng 12 năm 2014. Video cũng chứa những bức ảnh chụp lại hậu trường việc sản xuất cho album. Thêm vào đó, ý nghĩa của tên album được tiết lộ là địa chỉ nhà cũ hồi nhỏ của Cole tại Fayetteville, Bắc Carolina. Vào ngày 5 tháng 12, video âm nhạc cho bài hát "Intro" đã được ra mắt.

### Các đĩa đơn
Vào ngày 9 tháng 12 năm 2014, hai bài hát "Apparently", đã được phát trên hệ thống các đài phát thanh urban contemporary ở Mĩ, như là hai đĩa đơn đầu tiên từ album. Sau đó, Cole tiếp tục ra mắt video âm nhạc cho "Apparently" vào ngày 9 tháng 12. Bài hát này đã đạt vị trí #58 trên bảng xếp hạng Hoa Kỳ Billboard Hot 100.
Ngày 23 tháng 3 năm 2015, đĩa đơn thứ hai từ album, "G.O.M.D." được gửi đến hệ thống đài phát thanh urban. Ca khúc sau đó đạt được vị trí thứ 9 trên US Billboard Bubbling Under Hot 100.
"Wet Dreamz" được phát hành thành đĩa đơn thứ ba trên các đài phát thanh rhythmic contemporary vào ngày 14 tháng 4 năm 2015. Ngày 21 tháng 4 năm 2015, video âm nhạc cho đĩa đơn được ra mắt. Đĩa đơn đạt đến vị trí thứ 61 trên bảng xếp hạng US Billboard Hot 100.

## Đánh giá chuyên môn
| Đánh giá chuyên môn    | Đánh giá chuyên môn |
| Điểm trung bình        | Điểm trung bình     |
| Nguồn                  | Đánh giá            |
| ---------------------- | ------------------- |
| Metacritic             | 67/100              |
| Nguồn đánh giá         |                     |
| Nguồn                  | Đánh giá            |
| AllMusic               | [ 24 ]              |
| Complex                | [ 25 ]              |
| Exclaim!               | [ 26 ]              |
| HipHopDX               | [ 27 ]              |
| Pitchfork Media        | [ 28 ]              |
| The Plain Dealer       | B–                  |
| Spin                   | [ 30 ]              |
| USA Today              | [ 31 ]              |
| XXL                    | [ 32 ]              |
| The Early Registration | [ 33 ]              |

2014 Forest Hills Drive nhận được nhiều phản hồi tích cực từ các nhà phê bình âm nhạc. Trên Metacrtic, album nhận được điểm 67 trên thang điểm 100, với nhận xét là "đa số yêu thích" dựa trên 16 nguồn đánh giá. Erin Lowers của tạp chí Exclaim! nhận xét rằng: "J.Cole đã xác định sẽ thực hiện những sản phẩm âm nhạc có liên quan đến chính anh. Anh ấy tỏa sáng mà không cần bất cứ điều gì thêm. Anh ấy đứng lên đầy mạnh mẽ và chia sẻ câu chuyện của anh ngay từ trong những bài hát đầu tiên trong cái–dự–án–13–bài–hát. Album này có thể không phải là một sự ghi danh muộn màng của anh, nhưng nó chứng tỏ rằng anh đã đạt đến một đẳng cấp của riêng mình. Andre Grant của HipHopDX nhận xét: "Có rất nhiều điều được kể lần lượt trong 2014 Forest Hills Drive của J.Cole. Nó tràn đầy khát vọng và vô cùng giản dị. Album này thử nghiệm trên mọi mặt; nội dung được nêu ra một cách ngắn gọn ("Wet Dreamz") và nó bám vào chiến lược của Cole thay vì đổi thay nó một cách mạnh mẽ. Tính nghệ thuật của album này không phong phú như ý nghĩa của nó; song, đây là album chân thật nhất mà Cole từng thực hiện. Tính tường thuật, việc sử dụng từ ngữ theo nghĩa chuyển và những chiến lược trong album này đã hoàn toàn bị lu mờ bởi chính sự thật khủng khiếp được nêu lên trong album. Nó mang đậm màu sắc tường thuật vì nó không ngại bị gọi là ủy mị và sướt mướt." Craig Jenkins của Pitchfork Media viết: "2014 Forest Hills Drive là một album theo đúng chuẩn mực và có doanh thu tuyệt vời. Nó khoác lên mình một lớp vỏ của sự cổ điển, nhưng bạn có thể thấy cái lớp vỏ đó sẽ biến mất.". Kellan Miller của tạp chí XXL viết: "Rất khó để chiều lòng những người hâm mộ nhạc hip hop; vậy mà trong 2014 Forest Hills Drive, không có bất cứ một bài hát nào quá tệ. Album này tái khẳng định sự thật rằng Cole là một siêu sao. Cùng với việc những nét đặc trưng của bản thân ngày một hiện ra thông qua tuyên bổ tự xưng mình là "Chúa"; giới hạn trong âm nhạc của Cole sẽ ngày một mở rộng và những kì vọng của người hâm mộ dành cho anh cũng tăng lên. Trong bài hát cuối cùng, "Note to Self", Cole đã gửi đến người nghe một lời cảm ơn khá dài trên nền nhạc vui tươi với những tiếng kèn: "Mọi thứ đều quá hoàn hảo và phù hợp.". J. Cole và người hâm mộ chắc chắn sẽ rất hài lòng về bài hát cuối trong album này."

### Giải thưởng
Jessica Goodman và Ryan Kistobak của tờ The Huffington Post đã gọi album là một trong những sản phẩm âm nhạc xuất sắc được phát hành của năm 2014 và nhận xét rằng: "Album này có nội dung rất sâu sắc, không hề có chút ngây thơ." và rằng: "Trong khi người ta vẫn có cảm giác mức phát triển của album còn thấp, thì nó đã có một bước phát triển, một sự trỗi dậy vượt bậc." Associated Press gọi album là album xuất sắc thứ nhì của năm 2014 và viết rằng: "Qua album, nghệ sĩ rapper tài năng đã gửi gắm rất nhiều điều, đề cập nhiều vấn đề tới các rapper hiện đại: từ việc tâm hồn trong sáng bị vẩn đục, cho đến việc lớn lên tại Fayetteville, Bắc Carolina, để gây sự chú ý của họ. Anh ta có những vần điệu thông minh, và là một người kể chuyện mạnh mẽ đến mức, nhiều khi, anh đã gây tiếng vang như ông vua nhạc rap Nas." Album cũng đứng tại vị trí thứ 4 trong danh sánh 50 album xuất sắc nhất năm 2014 của tạp chí Complex. HipHopDX cũng xếp album trong danh sách 25 album của năm 2014.

## Diễn biến thương mại
Album ra mắt tại vị trí quán quân bảng xếp hạng Billboard 200 với tổng doanh số là 371.000 bản. Trong đó, doanh số bán đĩa vật lý là 354.000 bản và doanh số tải kĩ thuật số là 17.000 bản. Điều này giúp cho 2014 Forest Hills Drive trở thành album có doanh số cao nhất trong tuần đầu tiên phát hành trong sự nghiệp của J. Cole, khi nó vượt qua 297.000 bản (74.000 bản tải kĩ thuật số) trong tuần đầu phát hành của album trước đó, Born Sinner. Ngoài việc đạt doanh số bán lẻ vượt hơn 100.000 bản so với các dự án trước đó, 2014 Forest Hills Drive cũng đã phá kỉ lục cho album được nghe nhiều nhất trên Spotify với 15.700.000 lượt nghe. Trước đó, nhóm nhạc One Direction đã nắm giữ kỉ lục này với 11,5 triệu lượt nghe. Cole cũng đồng thời trở thành một trong sáu rapper đạt vị trí quán quân Billboard 200 với 3 album phòng thu đầu tiên. Những người trước đó từng làm được điều này là các rapper Drake, Rick Ross, DMX, Nelly và Snoop Dogg.
Trong tuần thứ hai trên bảng xếp hạng, album thụt xuống vị trí #4 với doanh số 135.000 bản; trong đó, doanh số bán lẻ là 119.000 bản và doanh số thông qua việc nghe nhạc trực tuyến là 16.000 bản, nâng tổng doanh số sau 2 tuần đầu phát hành lên 506.000 bản. Trong tuần thứ ba, album bán được thêm 120.000 bản, với 105.000 bản thông qua bán đĩa vật lý và 15.000 bản qua các trang nghe nhạc trực tuyến, đẩy tổng doanh thu trong năm 2014 của album lên 627.116 bản. Tính đến tháng 9 năm 2015, album đã bán được 1.004.000 bản Hoa Kỳ, trở thành album đầu tiên của J. Cole đạt doanh số hơn 1 triệu bản.

## Danh sách và thứ tự các bài hát
| STT              | Nhan đề              | Sáng tác | Sản xuất                                                | Thời lượng |
| ---------------- | -------------------- | --- | ------------------------------------------------------- | ---------- |
| 1.               | "Intro"              | Jermaine Cole | J. Cole, Ron Gilmore**                                  | 2:09       |
| 2.               | "January 28th"       | Cole, Y. Arai, Kaye Murai | J. Cole, Nick Paradise**, Dre Charles** & Team Titans** | 4:02       |
| 3.               | "Wet Dreamz"         | Cole, C. Simmons, R. Hammond | J. Cole                                                 | 3:59       |
| 4.               | "03' Adolescence"    | Cole, Willie Brown, J. Burke, J. Van Heusen                                                                                        | Willie B                                                | 4:24       |
| 5.               | "A Tale of 2 Citiez" | Cole, Anderson Hernandez | Vinylz                                                  | 4:29       |
| 6.               | "Fire Squad"         | Cole, M. Farner | J. Cole, Vinylz**                                       | 4:48       |
| 7.               | "St. Tropez"         | Cole, M. Small, A. Fischer, W. Giffin III, J. Carthorn, D Hollis, D. Williams, D. Wolinski, W. Irvine                              | J. Cole                                                 | 4:17       |
| 8.               | "G.O.M.D."           | Cole, D. Andrews, D. Holmes, E. Jackson, J. Smith                                                                                  | J. Cole                                                 | 5:01       |
| 9.               | "No Role Modelz"     | Cole, Kurtis Figueroa, Darius Barnes, M. Whitemon, Paul Beauregard, Jordan Houston, T. Stevens, Earl Stevens, D. Stevens, B. Jones | Phonix Beats, J. Cole**                                 | 4:52       |
| 10.              | "Hello"              | Cole | J. Cole, Pop Wansel*, Jproof*                           | 3:39       |
| 11.              | "Apparently"         | Cole, F. Trecca, Jay Rich | J. Cole                                                 | 4:53       |
| 12.              | "Love Yourz"         | Cole, Ramon Ibanga, Jr., Carl McCormick, Calvin Price                                                                              | !llmind, Cardiak**, CritaCal**                          | 3:31       |
| 13.              | "Note to Self"       | Cole, Ronald Gilmore | J. Cole*, Ron Gilmore*                                  | 14:35      |
| Tổng thời lượng: | Tổng thời lượng:     | Tổng thời lượng: | Tổng thời lượng:                                        | 64:39      |

 •  (*) Điều hành sản xuất

 •  (**) Hỗ trợ sản xuất
Danh sách bài hát lấy từ bài hát mẫu
- "January 28th" theo mẫu bài "Sky Restaurant" của Hi-Fi Set.
- "Wet Dreamz" theo mẫu bài "Mariya" của Family Circle và bài "Impeach the President" của The Honey Drippers.
- "03' Adolescence" là bài hát được bổ sung thêm từ ngữ vào 2 bài hát "Runnin'" của 2Pac & The Notorious B.I.G. và bài "Here's That Rainy Day" của Sonita Rosa.
- "A Tale of 2 Citiez" theo mẫu bài "Blocka" của Pusha T và bài "Bring 'em Out" của T.I..
- "Fire Squad" theo mẫu bài "Midnight Theme" của Manzel và bài "Long Red" của Mountain.
- "St. Tropez" theo mẫu bài "That's All Right With Me" của Esther Phillips và được thêm từ ngữ vào bài "Hollywood" của Rufus & Chaka Khan.
- "G.O.M.D." được thêm từ ngữ vào "Get Low" của Lil Jon và theo mẫu bài "Berta, Berta" của Branford Marsalis.
- "No Role Modelz" theo mẫu bài "Don't Save Her" của Project Pat.
- "Apparently" theo mẫu bài "La Morte Dell'ermina" của Filippo Trecca.
- "Love Yourz" theo mẫu bài "Long Red" của Mountain.
- "Note to Self" theo mẫu bài "Diamonds and Pearls" của Prince.

## Danh sách thực hiện
Danh sách những người thực hiện được lấy từ Allmusic.
| - Jermaine Cole - nghệ sĩ chính, nhà sản xuất - Mark Pitts - giám đốc sản xuất - Ramon Ibanga Jr. - sản xuất - Anderson Hernandez - sản xuất - William "Willie B" Brown - sản xuất - Pop Wansel - sản xuất - Darius Barnes - sản xuất - Ronald Gilmore - hỗ trợ sản xuất, trống, bộ gõ, nhà sản xuất - Jproof - sản xuất - Nate Jones - trống - David Linaburg - ghi-ta - Nate Alford - kỹ sư - Travis Antoine - trumpet - Anthony Blasko - nhiếp ảnh - Felton Brown - chỉ đạo nghệ thuật, thiết kế đồ họa - Johnny Burke - nhà soạn nhạc - James Casey - saxophone - Chargaux - đàn dây - Jeremy Cimino - trợ lý kỹ sư - Damone Coleman - lấy mẫu bài hát - Jero "Mez" Davis - kỹ sư, phối - TS Rose Desandies - hát đệm - DJ Dahi - phách - Dreamville - giám đốc sản xuất | - Kaye Fox - hát đệm - Julius Garcia - phối hợp A&R - Ibrahim Hamad - phối hợp A&R - James Van Heusen - nhà soạn nhạc - Jeff Gitelman - ghi-ta - Mwango "MK" Kasote - phối hợp A&R - Justin Thomas Kay - chỉ đạo nghệ thuật, thiết kế đồ họa - Sean Kellett - trợ lý kỹ sư - Raphael Lee - kỹ sư dây đàn - Nuno Malo - đàn dây - Jack Mason - kỹ sư kèn cor - Camille Mathews - quản lý sản phẩm - Carl McCormick - nhà soạn nhạc, nhạc cụ - Nervous Reck - lấy mẫu bài hát - Nelly Ortiz - quản lý sản phẩm - April Pope - quản lý sản phâm - Calvin Price - nhà soạn nhạc, nhạc cụ - Yolanda Renee - hát đệm - Roc Nation - giám đốc sản xuất - James Rodgers - trombone (trống) - Adam Rodney - giám đốc sáng tạo - Nhóm Titans - hỗ trợ sản xuất - Andre Thomas - hỗ trợ sản xuất - Timothy "Nick Paradise" Thomas - hỗ trợ sản xuất |

## Vị trí trên các bảng xếp hạng
| Bảng xếp hạng (2014)                     | Vị trí cao nhất |
| ---------------------------------------- | --------------- |
| Album Úc (ARIA)                          | 40              |
| Album Canada (Billboard)                 | 3               |
| Album New Zealand (RMNZ)                 | 25              |
| Album Thụy Điển (Sverigetopplistan)      | 56              |
| Album Anh Quốc (OCC)                     | 27              |
| Album Anh Quốc R&B (OCC)                 | 1               |
| Album Hoa Kỳ Billboard 200               | 1               |
| Album Hoa Kỳ Top R&B/Hip-Hop (Billboard) | 1               |
| US Top Rap Albums (Billboard)            | 1               |
| US Top Album Sales (Billboard)           | 1               |
| US Top Tastemaker Albums (Billboard)     | 1               |
| US Top Digital Albums (Billboard)        | 1               |

## Chứng nhận
| Quốc gia                                                                           | Chứng nhận | Số đơn vị/doanh số chứng nhận |
| ---------------------------------------------------------------------------------- | ---------- | ----------------------------- |
| Canada (Music Canada)                                                              | Vàng       | 40.000^                       |
| Anh Quốc (BPI)                                                                     | Bạc        | 60.000*                       |
| Hoa Kỳ (RIAA)                                                                      | Vàng       | 1.004.000                     |
| * Chứng nhận dựa theo doanh số tiêu thụ. ^ Chứng nhận dựa theo doanh số nhập hàng. |            |                               |